# Verwaltungsdelegation der Bundesversammlung
Die Verwaltungsdelegation der Bundesversammlung (VD) ist die oberste Instanz der Schweizer Parlamentsverwaltung (Art. 38 Abs. 2 ParlG). Sie befasst sich mit sämtlichen Fragen im Zusammenhang mit der Haushaltsführung, dem Personalmanagement, der Sicherheit, der Informatik und der Infrastruktur des Parlaments. Ihr obliegt zudem die Aufsicht über die Parlamentsdienste (Art. 65 Abs. 1 ParlG).
Die Verwaltungsdelegation setzt sich aus je drei Mitgliedern der Büros des National- und des Ständerats zusammen. In der Regel bilden die Präsidenten sowie die ersten und zweiten Vizepräsidenten beider Räte die Verwaltungsdelegation. 

## Kompetenzen
Art. 20 Abs. 2 der Parlamentsverwaltungsverordnung (ParlVV) sieht folgende Befugnisse für die Verwaltungsdelegation vor:
- die Verwaltungsdelegation ist zuständig für den Entwurf des Voranschlags und der Rechnung der Bundesversammlung;

- sie bestimmt die Arbeitsverhältnisse der Kader der Parlamentsdienste (Art. 27 Abs. 1 ParlVV);

- sie genehmigt die Geschäftsordnung der Parlamentsdienste;

- sie ist zuständig für die Regelung des Controlling und Reporting im Personalbereich der Parlamentsdienste;

- sie übt das Hausrecht in den Räumlichkeiten der Bundesversammlung und der Parlamentsdienste aus, mit Ausnahme der in der Zuständigkeit der Ratspräsidenten liegenden Ratssäle (Art. 69 Abs. 1 ParlG).

Im Zuge der COVID-19-Pandemie hatte die Verwaltungsdelegation deutlich mehr zu tun als sonst üblich. So tagte sie im Jahre 2021 insgesamt 24 mal, während eigentlich fünf Tagungen pro Jahr vorgesehen wären. Sie hat z. B. beschlossen, dass in den Parlamentsräumen zwischen den einzelnen Sitzen Plexiglas-Scheiben angebracht werden müssen. Auch die Regelungen über das Tragen des Mund-Nasen-Schutzes fielen unter ihre Entscheidungsgewalt.

## Delegierter der Verwaltungsdelegation
Die Verwaltungsdelegation wählt ihrerseits einen Delegierten, der die Verwaltungsdelegation gegenüber den Parlamentsdiensten vertritt. Dieses Amt wird für zwei Jahre ausgeübt (als Präsident der VD amtiert man für ein Jahr); die Wahl erfolgt bei der konstituierenden Sitzung, die jeweils am zweiten Dienstag der Wintersession stattfindet.
Art. 21 Abs. 2 ParlVV regelt die Kompetenzen und Aufgaben des Delegierten.

«Der oder die Delegierte:
- vertritt die Verwaltungsdelegation gegenüber den Parlamentsdiensten;

- überwacht und prüft die Geschäftsführung und die Finanzen der Parlamentsdienste;

- sorgt für die Einhaltung der Richtlinien und Beschlüsse der Verwaltungsdelegation;

- berichtet über die Einhaltung der Zielsetzungen und des Voranschlages der Parlamentsdienste und stellt entsprechende Anträge.»

## Gruppe Parlaments-IT
Die Gruppe Parlaments-IT (PIT) der Bundesversammlung ist ein Beratungsorgan der Verwaltungsdelegation.
Die PIT dient als Anlaufstelle für Ratsmitglieder für strategische Fragen und Anliegen, die die Nutzung und Evolution der Informationssysteme der Bundesversammlung betreffen. Die PIT kann Anträge an die Verwaltungsdelegation richten. Der Präsident der PIT vertritt sie in Sitzungen der Verwaltungsdelegation.